# 90 (getal)
90 (negentig) is het natuurlijke getal volgend op 89 en voorafgaand aan 91.

## In de wiskunde
- 90 is een Harshadgetal.
- 90° (90 graden) is een rechte hoek, een kwart van 1 omwenteling (360°).
- Er is geen oplossing voor Eulers totiëntvergelijking φ(x) = 90, waarmee 90 een niettotiënt is.

## Overig
90 is ook:
- Het jaar A.D. 90 en 1990
- Het landnummer voor internationale telefoongesprekken naar Turkije.
- Het atoomnummer van het scheikundig element thorium (Th).